# Королевский ботанический сад (Перадения)
Королевский ботанический сад Перадения (англ. Royal Botanical Garden of Peradeniya) находится вблизи города Канди (4 км) в Центральной провинции Шри-Ланки. Известен своей коллекцией орхидей, насчитывающей более 300 видов, пряностей и лекарственных растений, пальм, бамбуков, в совокупности составляющих Национальный гербарий англ. National Herbarium. Общая площадь ботанического сада составляет 67 гектар, находится на высоте 460 метров над уровнем моря, 200 дней в году здесь идут дожди. Сад находится в ведении Департамента Национальных ботанических садов.

## Галерея

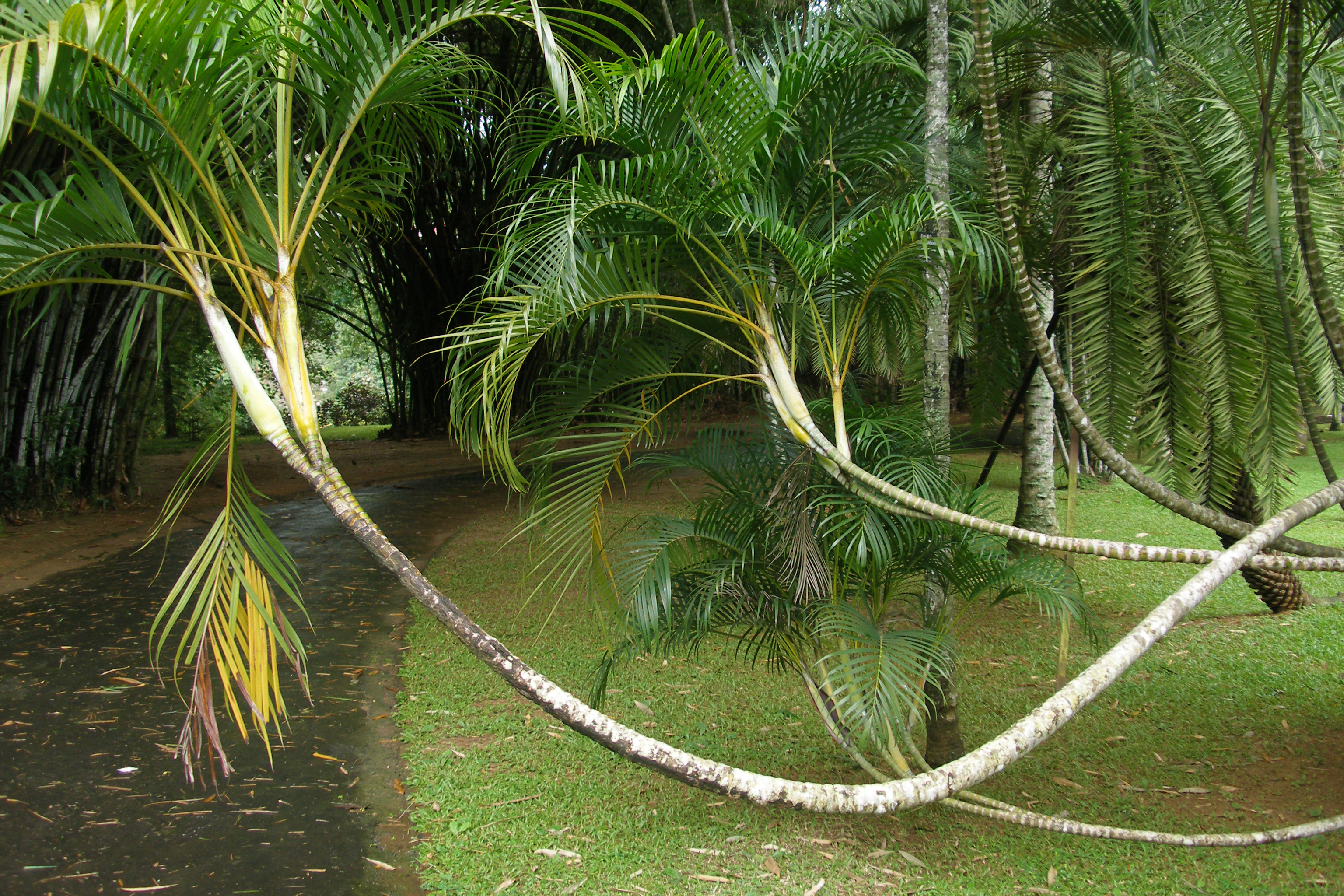
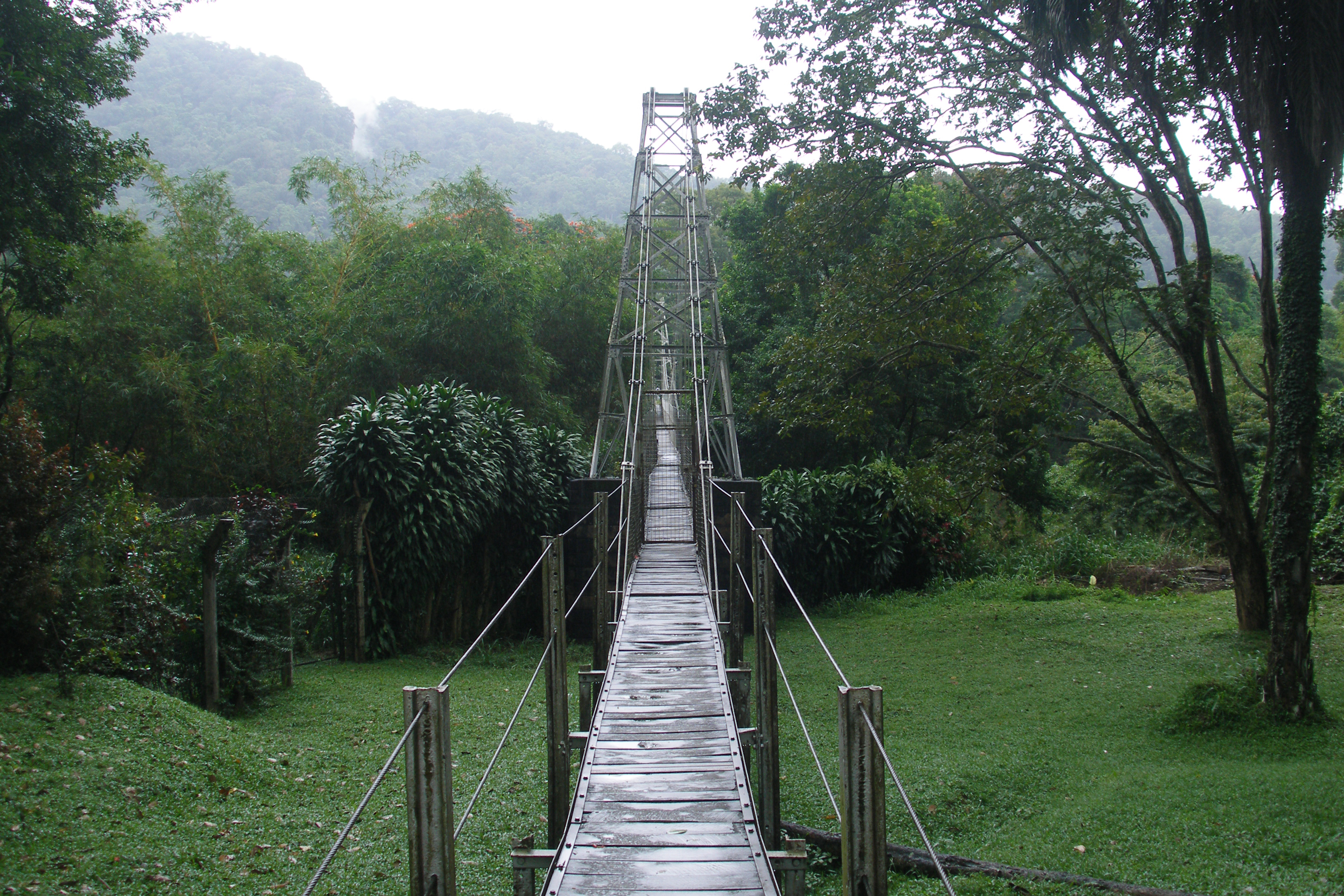
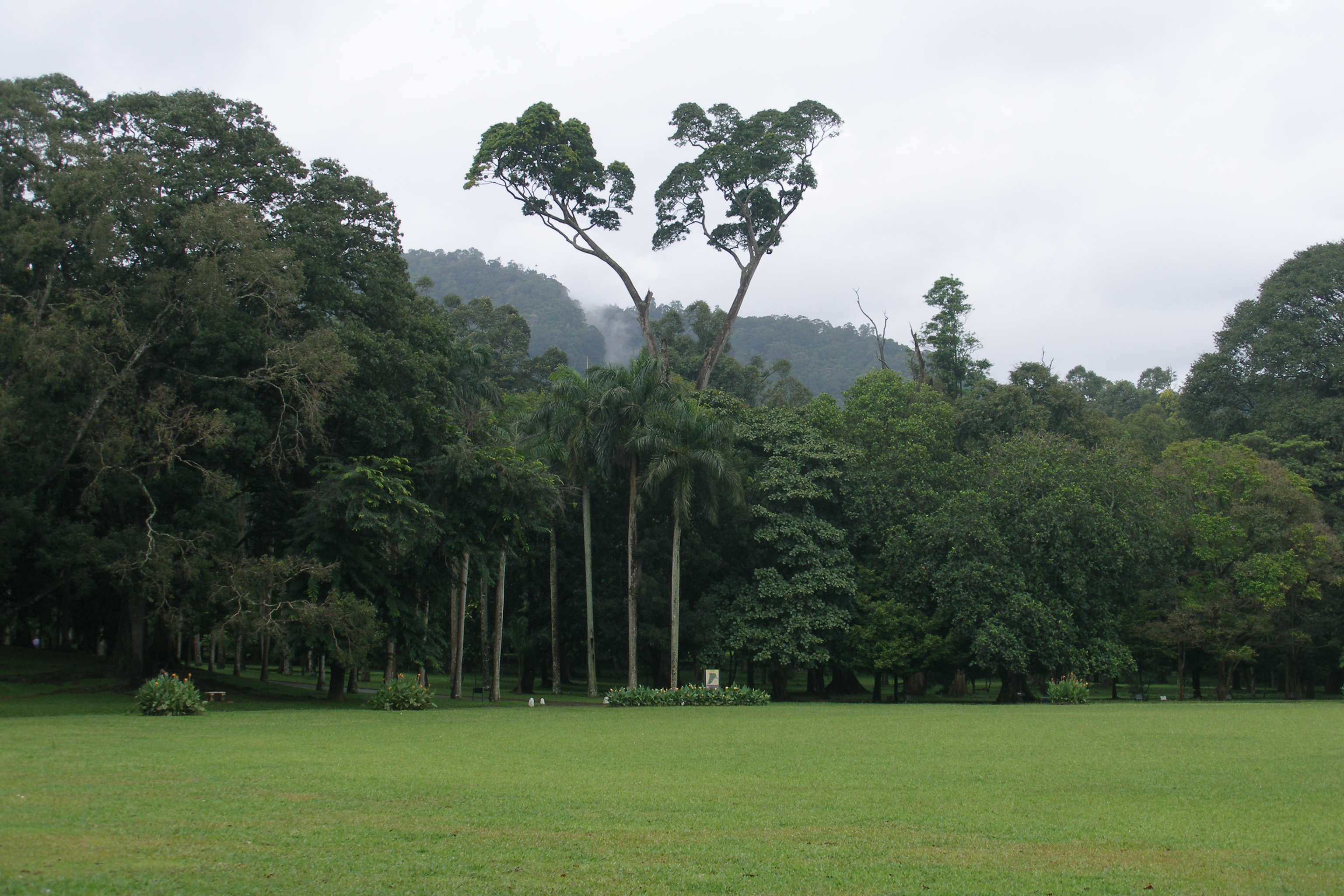
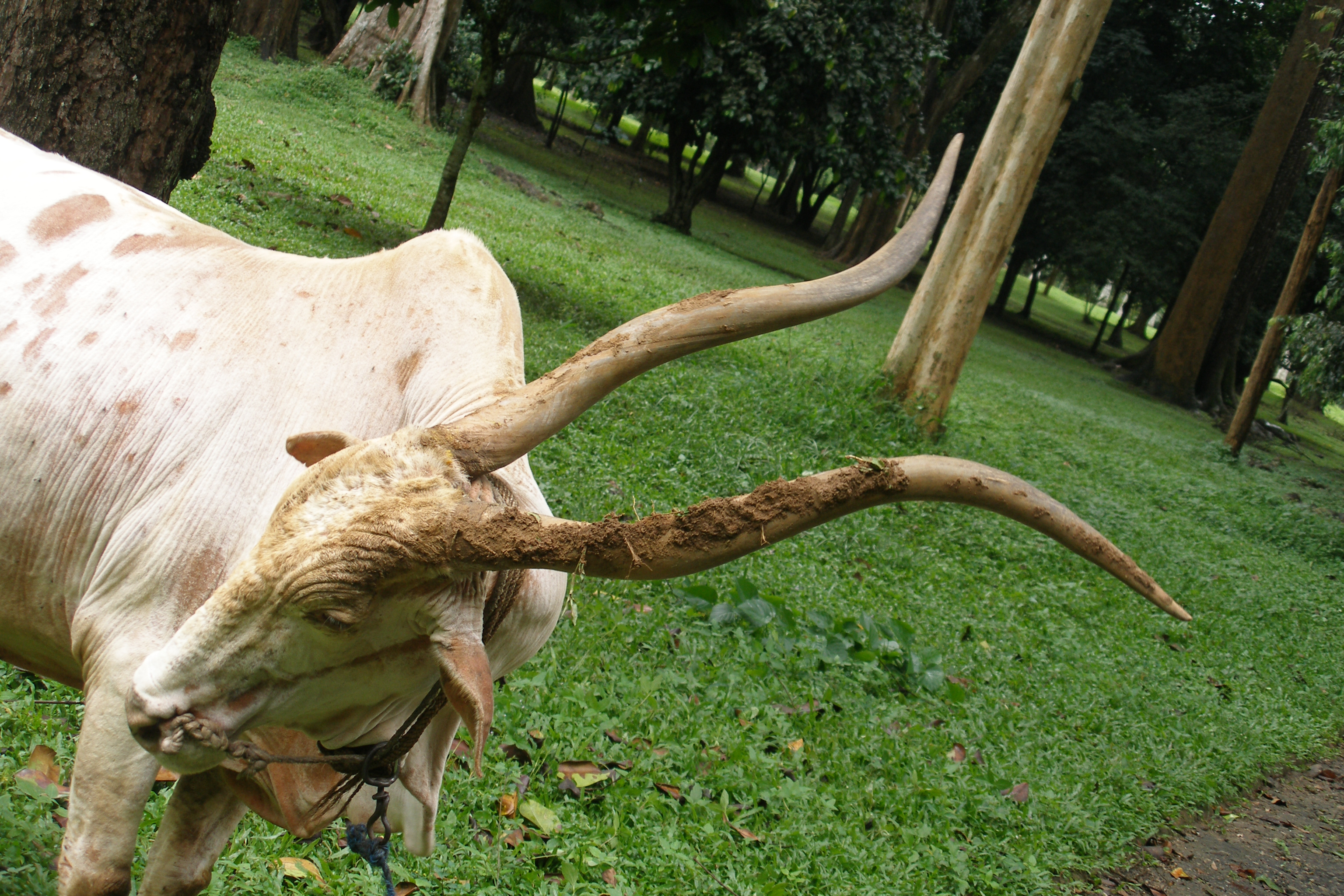
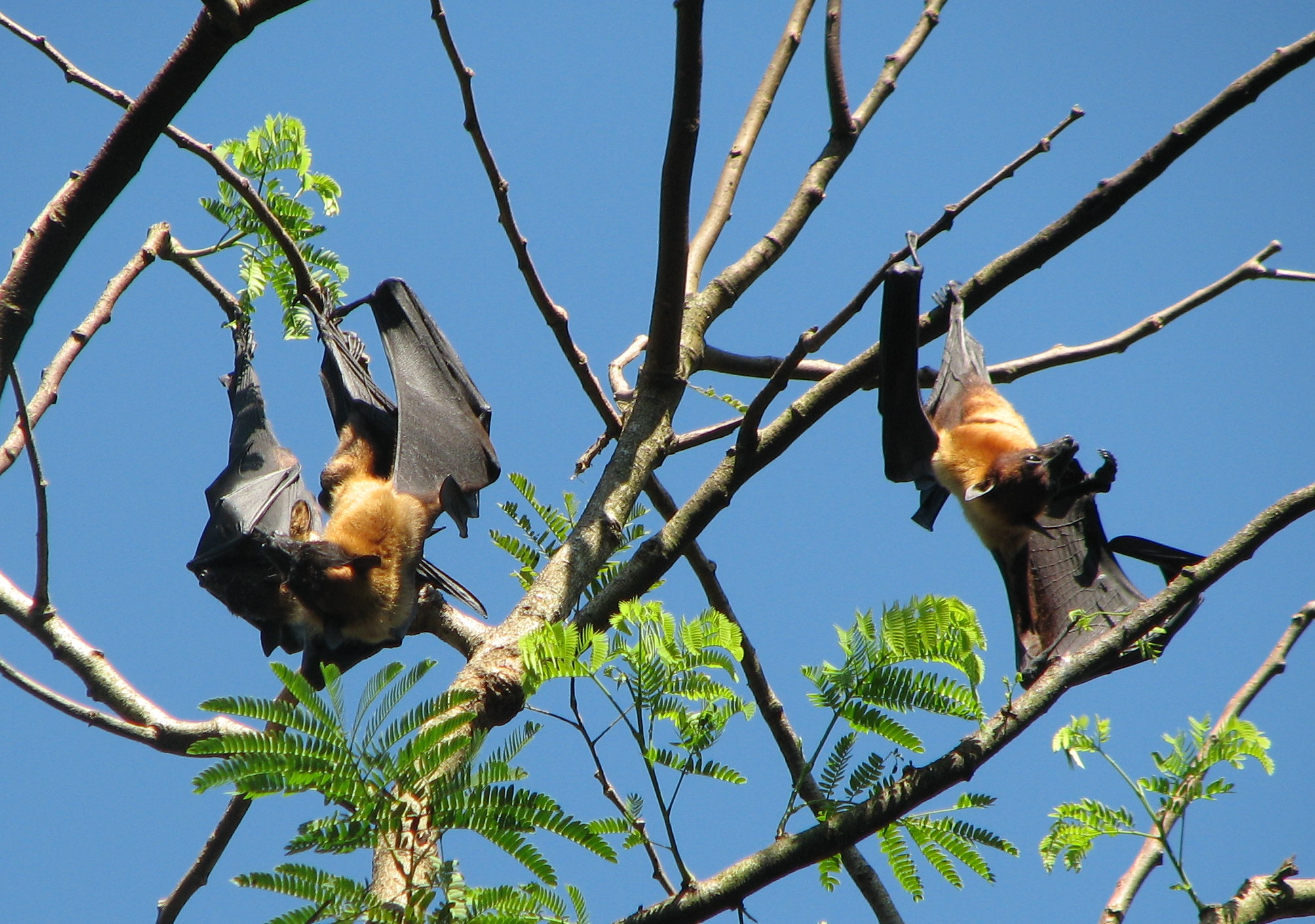
Pteropus giganteus
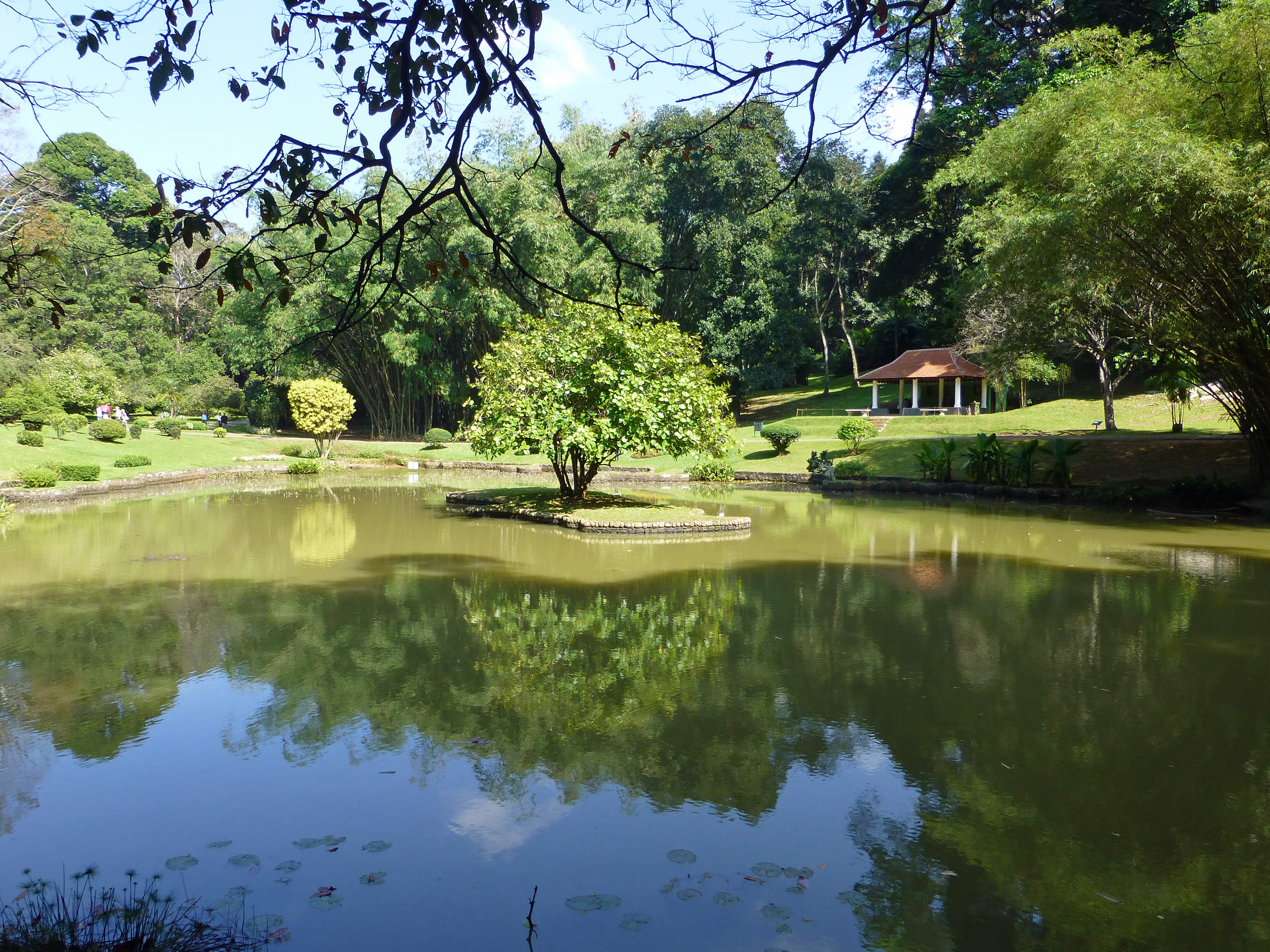
Озеро в ботаническом саду
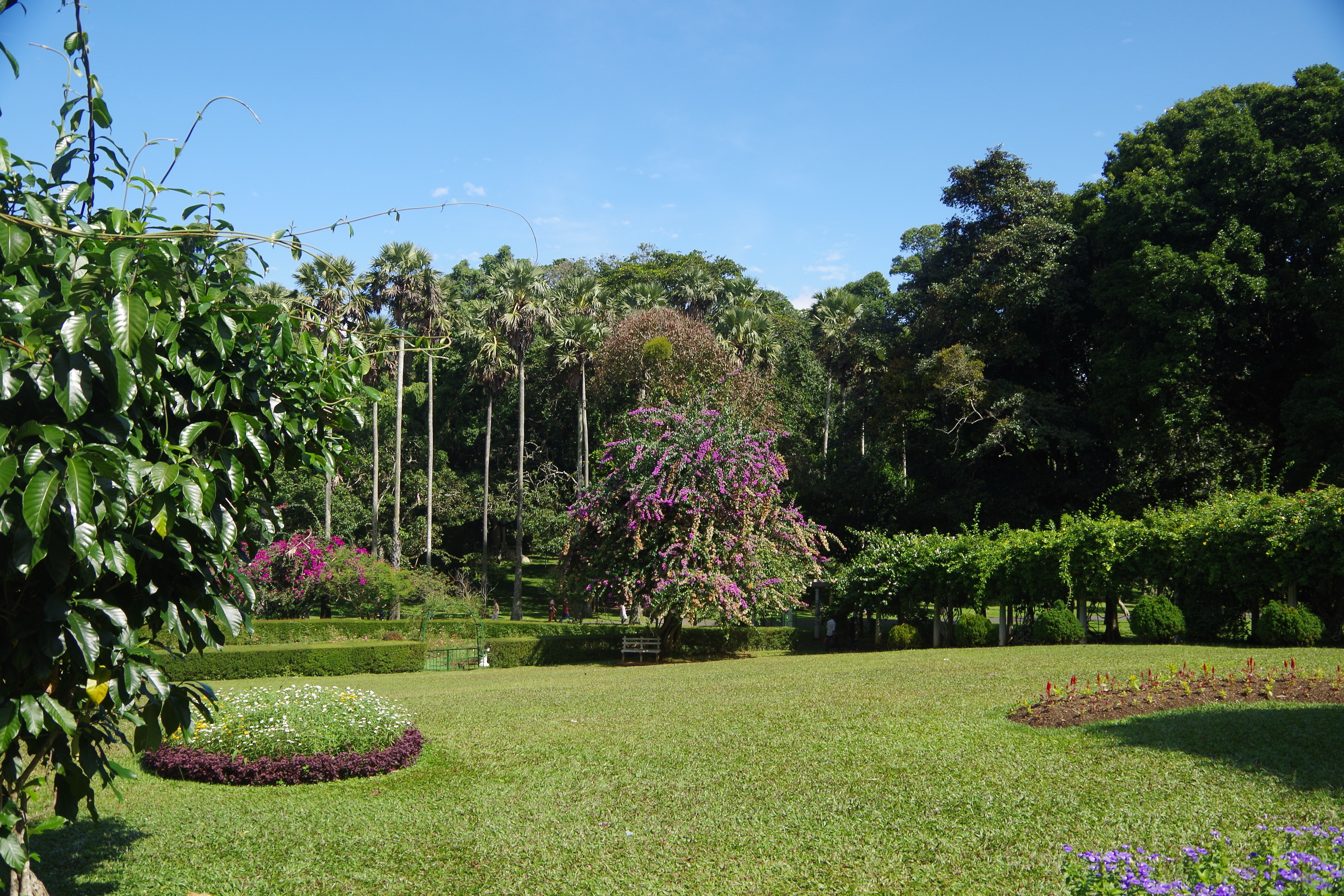
Королевский ботанический сад Перадения
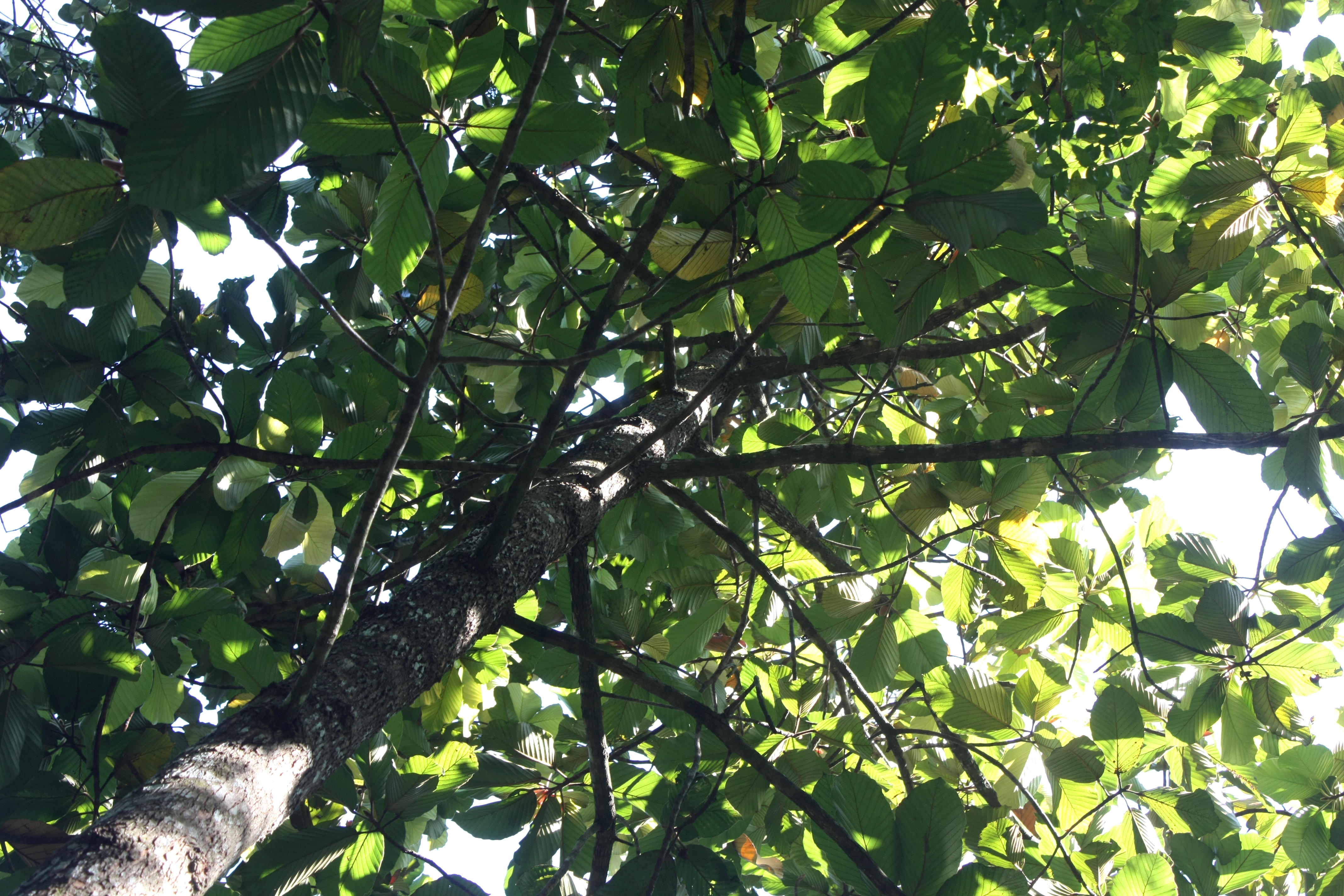
Dipterocarpus hispidus